# Koro
El Koro és una llengua sinotibetana descoberta el 2008, parlada per aproximadament entre 800 i 1200 persones al districte de Districte de Kameng Est a la part occidental d'Arunachal Pradesh, Índia. Pocs dels parlants tenen menys de 20 anys. Els parlants viuen entre els Hruso, però la seva llengua es troba molt diferenciada, amb diferents paraules per als numerals, les parts del cos, i altres paraules compreses en el vocabulari bàsic. Tot i que té semblances amb les llengües Tani que es troben més a l'est, sembla que el Koro és una branca separada de la família tibetano-birmana.
El Koro va ser descobert per l'equip lingüístic de David Harrison, Gregory Anderson, i Ganesh Murmu mentre documentaven dues llengües Hruso (Aka i Miji) com a part del projecte "Enduring Voices" de la National Geographic. Se'ls va presentar com un dialecte de l'Aka, però va resultar ser una llengua que en divergia molt.
A causa del poc nombre de parlants, així com al fet que la llengua no té representació escrita, es troba en una situació vulnerable.